# Yxandtjärnen
Yxandtjärnen är en sjö i Hagfors kommun i Värmland och ingår i Göta älvs huvudavrinningsområde. Yxandtjärnen ligger i Fräkensjömyrarna Natura 2000-område.